# Psychokosmetologia
Psychokosmetologia – to stosunkowo młoda dyscyplina kosmetologii i psychologii, w której zauważa się konieczność postrzegania pacjentów gabinetów kosmetologicznych w sposób holistyczny, uwzględniając wzajemny wpływ psyche i soma. Tematyką wzajemnych powiązań pomiędzy procesami fizjologicznymi a psychicznymi zajmuje się medycyna psychosomatyczna, która bada relacje między psyche a soma w warunkach zdrowia, choroby i stresu, które tak samo, jak regulacja procesów fizjologicznych, służą utrzymaniu homeostazy. W  psychokosmetologii szczególnie uwzględnia się stres oraz jego skutki, wpływające na funkcjonowanie organizmu, a także zmiany somatyczne, wpływające na jakość życia. Jest to podejście, odpowiadające proponowanej obecnie przez WHO definicji zdrowia, w której człowiek jest zdrowy, jeśli osiągnie dobrostan na wszelkich płaszczyznach, dotyczących jego życia. W psychokosmetologii kluczowe jest podejście interdyscyplinarne, uwzględniające współpracę specjalistów z dziedziny dermatologii, kosmetologii, psychologii oraz innych specjalistów. Psychokosmetologia jest bliska psychodermatologii.
Potencjał terapeutyczny psychokosmetologii
Psychokosmetologia powstała w związku z rosnącym zapotrzebowaniem społeczeństwa na potrzebę redukcji stresu (także w chorobach skóry) oraz jako wsparcie w regeneracji wyczerpanych organizmów. Ta nowa dyscyplina jest bliska psychodermatologii, ponieważ w swoich założeniach uwzględnia wzajemny wpływ chorób skóry na stan psychiki. Jest to szczególnie istotne, ponieważ niejednokrotnie do gabinetów kosmetologicznych zgłaszają się pacjenci chorzy na dermatozy indukowane lub/i zaostrzane stresem. W przypadku takich pacjentów wiedza z zakresu psychokosmetologii będzie bardzo przydatna, gdyż może przyczynić się do wsparcia terapii dermatologicznej. Należy także zaznaczyć, że niejednokrotnie do gabinetów kosmetologicznych trafiają osoby z zaburzoną percepcją własnej osoby, czyli dysmorfofobią. Wówczas, jeśli kosmetolog będzie podejrzewał zaburzenie psychiczne, może skierować chorego do właściwego specjalisty. 
Psychokosmetologia dotyczy holistycznej opieki nad organizmem człowieka, co doskonale wpisuje się w biopsychospołeczny model zdrowia. Ma ścisły związek z percepcją, zmysłami i emocjami. Jest to istotne, na funkcjonowanie organizmu mają bowiem wpływ zarówno czynniki zewnętrzne, jak i wewnętrzne. Ludzie odbierają sygnały ze środowiska zewnętrznego i wewnętrznego za pomocą bodźców. Istnieje wiele badań naukowych, których wyniki potwierdzają wzajemny wpływ zmysłów na odbiór bodźców. W terapiach z zakresu psychokosmetologii bardzo ważne są receptory oraz wykorzystanie integracji multisensorycznej, która daje możliwość łączenia kilku metod terapeutycznych podczas jednego zabiegu (np. masaż z muzyką w tle – działanie na zmysł dotyku oraz słuchu). Wykorzystanie tej wiedzy może wspomagać nowe metody terapeutyczne. W psychokosmetologii stosuje się m.in. masaż, medytację, jogę, muzykoterapię, aromaterapię, chromoterapię, akupunkturę kosmetyczną oraz elementy ajurwedy.
Potencjał terapeutyczny psychokosmetologii:  
— redukcja stresu w gabinecie kosmetologicznym; 
— wsparcie terapii chorób skóry, których objawy są zaostrzane przez stres; 
— wsparcie regeneracji organizmu, z uwzględnieniem naturalnych metod anti-aging; 
— profilaktyka prozdrowotna.